# Kimigayo
Kimi ga yo (君が代?  lit.: 'El reino de Su Majestad Imperial') es el himno nacional de Japón y uno de los himnos nacionales en curso más cortos en el mundo. La letra está basada en un poema waka escrito en el período Heian, cantado con una canción escrita a finales de la era Meiji del Imperio del Japón. La actual canción fue elegida en 1880, reemplazando a una canción impopular compuesta once años antes (por John William Fenton).
A pesar de que el Kimi ga yo fue el himno nacional de facto por un largo tiempo, fue reconocido legalmente en 1999, con la promulgación de la Ley Concerniente a la Bandera Nacional y al Himno (国旗及び国歌に関する法律 Kokki oyobi kokka ni kansuru hōritsu?). Tras su adopción, surgió una controversia por la ejecución del himno en las ceremonias de las escuelas públicas. Junto con la bandera nacional, el Kimi ga yo fue considerado como un símbolo del imperialismo japonés y del militarismo japonés en tiempos de guerra.

## Letra
| Romaji Kimi ga yo wa Chiyo ni Yachiyo ni Sazare ishi no Iwao to narite Koke no musu made | Español Que su reinado, señor, dure mil generaciones, ocho mil generaciones, hasta que las piedras se hagan rocas y de ellas brote el musgo. | Furigana きみがよは ちよに やちよに さざれいしの いわおとなりて こけのむすまで | Letra oficial 君が代は 千代に 八千代に さざれ石の いわおとなりて こけのむすまで |

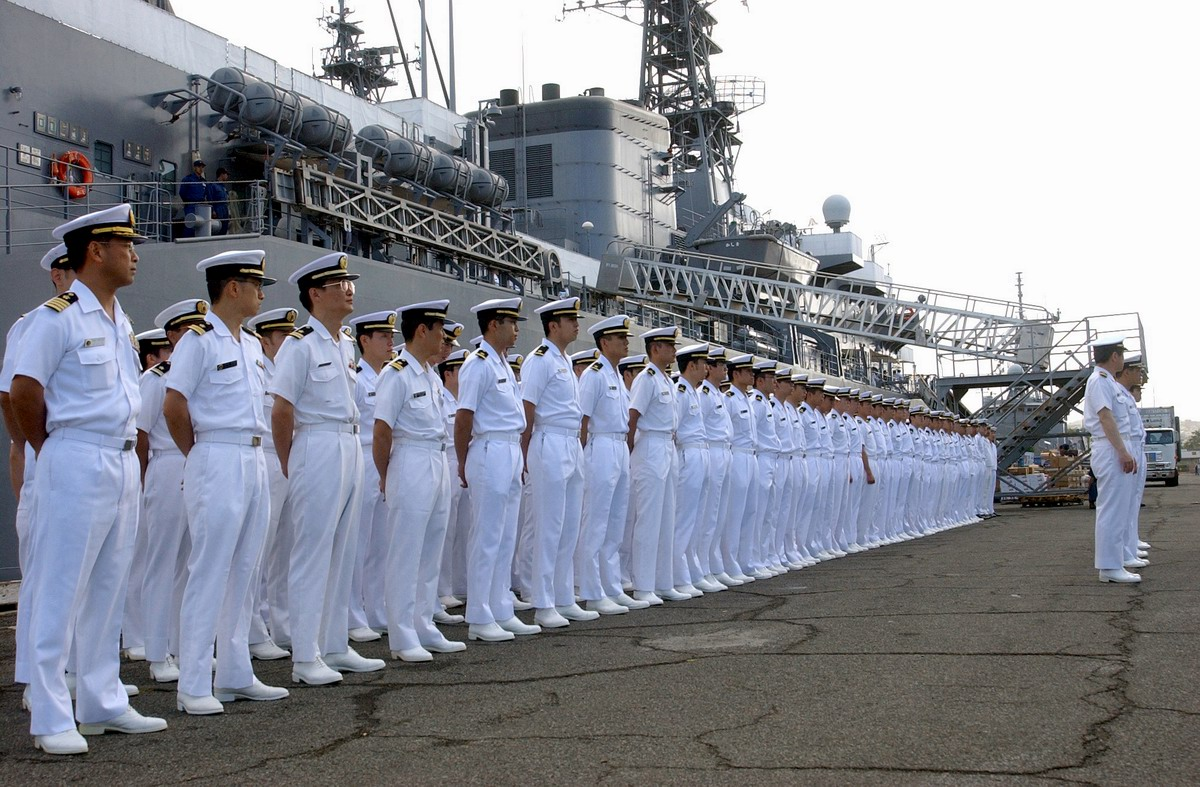
Himno cantado por marinos japoneses en 2004.

En el japonés moderno, kimi (君?) significa «tú». Sin embargo, desde la era Heian (cuando el poema fue escrito) hasta comienzos del siglo XX, significaba «Señor» o «Dama». Por ejemplo, el Príncipe Genji, protagonista del Genji Monogatari, se llamaba Hikaru no Kimi (光の君?): el Príncipe Brillante.

## Definición oficial
El 29 de junio de 1999, el primer ministro de Japón, Keizō Obuchi, presentó la definición oficial de Kimi y Kimi ga yo a través de la Ley Concerniente a la Bandera Nacional y al Himno:

Kimi se refiere al Emperador, que es el símbolo del Estado y de la unidad del pueblo, y cuya posición se deriva de la voluntad basada en el consenso de los ciudadanos japoneses, en el que reside su poder soberano. Y Kimi ga yo se refiere a nuestro Estado, Japón, del cual el Emperador se ha entronizado como símbolo del Estado y de la unidad del pueblo con la voluntad basada en el consenso de los ciudadanos japoneses. Y por ello es razonable usar la letra del Kimi ga yo para significar el deseo de la prosperidad y paz duradera en nuestro país.

## Origen

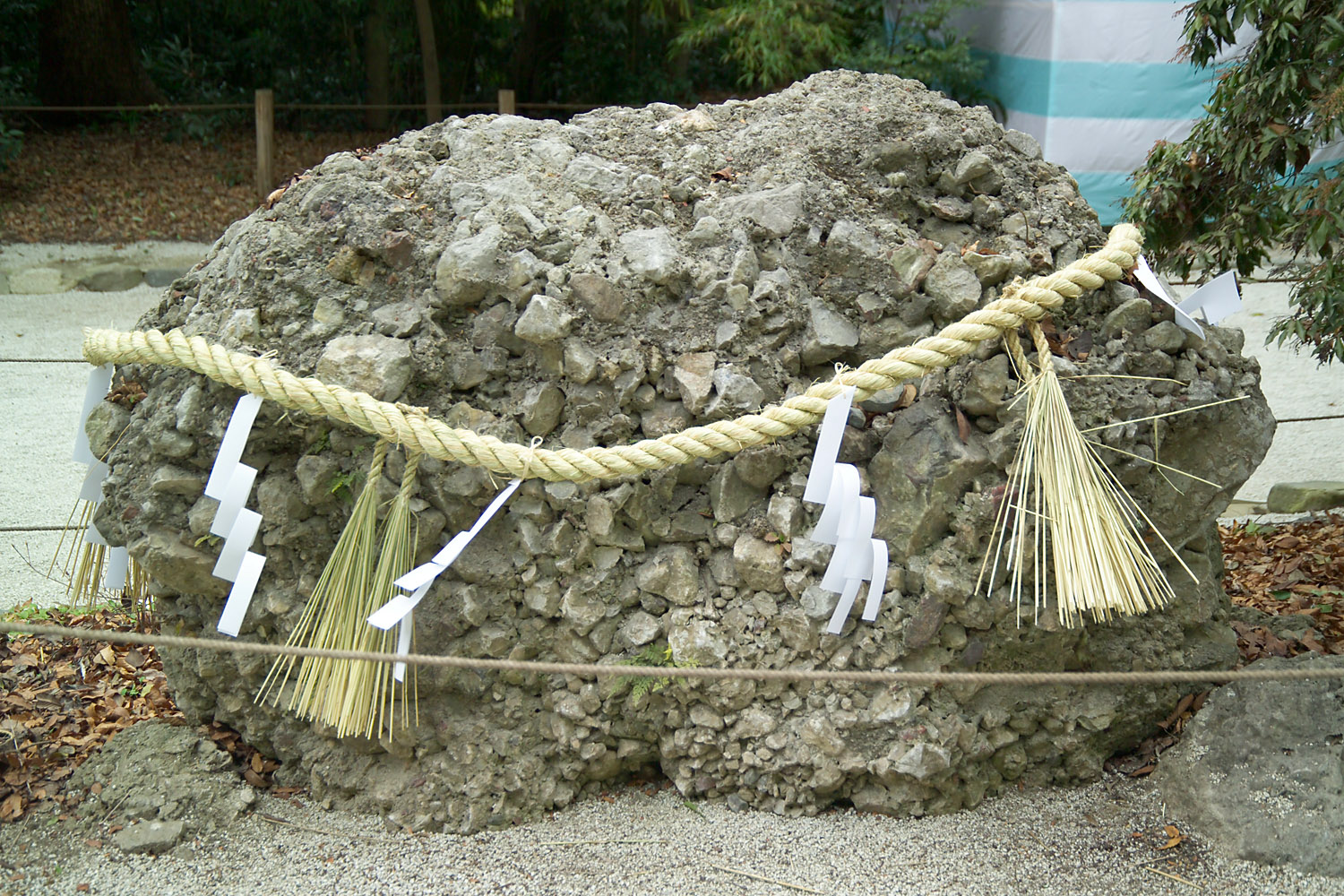
Sazare-ishi (細石), especie de roca formada con guijarros, en el Santuario Shimogamo en Kioto.

La letra apareció por primera vez en una antología poética, Kokin Wakashū, como un poema anónimo y no tenía relación alguna con el emperador; solo era una alabanza a la larga vida. Dado que los poemas anónimos no eran raros en ese momento, que el autor del poema lo haya sido pudo deberse a que él pertenecía a una clase inferior. El poema también fue incluido en múltiples antologías, y en una época posterior fue usado como una canción de celebración popular. Al contrario que el himno actual, el poema comenzaba con “waga kimi wa” (“[Que] tú, mi señor”). El cambio en la letra ocurrió durante la era Kamakura.
En 1869, a comienzos de la era Meiji, John William Fenton, director de una banda militar irlandesa que estaba de visita en Japón, observó que el país no tenía un himno nacional y recomendó a Iwao Oyama, oficial del clan Satsuma, que realizara un himno nacional para Japón. Iwao aceptó y eligió la letra. Se dice que la letra fue elegida por su similitud con el himno nacional británico debido a que Fenton se encargaría de la música y también por la importancia de tener un himno nacional. Luego Iwao pidió a Fenton que compusiera la melodía. Fue compuesta y ejecutada ante el Emperador en 1870. Tras la presión de los japoneses, Fenton solamente tuvo tres semanas para componer la música y pocos días para ensayar antes de la ejecución del himno ante el Emperador. Fue la primera versión del Kimi ga yo, pero fue descartada porque la melodía carecía de solemnidad. Sin embargo, esta versión es ejecutada anualmente en el Santuario Myōkoji en Yokohama, lugar donde Fenton trabajó como director de la banda militar. El santuario sirve como monumento conmemorativo a su persona.
En la Agencia de la Familia Imperial adoptó una nueva canción compuesta por Yoshiisa Oku y Akimori Hayashi. También ocasionalmente aparece como compositor Hiromori Hayashi, quien era el supervisor de los dos primeros y padre de Akimori; Akimori fue asimismo uno de los pupilos de Fenton. El músico alemán Franz Eckert aplicó la canción con armonía estilo occidental. Esta es la segunda y actual versión del Kimigayo. En 1893, el Kimigayo fue incluido en las ceremonias de las escuelas públicas con el apoyo del Ministerio de Educación. Según el Japan Times, el Kimigayo es ejecutado en do mayor.

## Protocolo
En la Ley concerniente a la Bandera Nacional y al Himno, no hay un protocolo detallado en cómo mostrar respeto al Kimi ga yo cuando éste es ejecutado. Sin embargo, los gobiernos locales y las organizaciones privadas pueden desarrollar sugerencias o demandas para seguir un protocolo a realizar. Por ejemplo, en octubre de 2003, una directiva del gobierno metropolitano de Tokio obligaba a todos los profesores a permanecer de pie durante la ejecución del himno nacional en todas las ceremonias de graduación. Mientras estuviesen de pie, los profesores debían cantar el Kimi ga yo observando el Hinomaru. El personal militar estadounidense en Japón debe por obligación poner su mano derecha sobre el corazón cuando el Kimi ga yo. La Ley Concerniente a la Bandera Nacional y al Himno tampoco declara cuándo y dónde debe ser ejecutado el Kimi ga yo. Sin embargo, el Kimi ga yo es ejecutado normalmente en eventos deportivos dentro de Japón, o durante eventos deportivos internacionales en donde Japón tiene un equipo compitiendo. En los torneos de sumo, el Kimigayo es ejecutado antes de las ceremonias de los premios.

## Controversia
Desde el final de la Segunda Guerra Mundial han existido críticas contra el himno por su asociación con el militarismo y la adoración virtual al emperador como una deidad, elementos que algunos consideran incompatibles con una sociedad democrática. Objeciones similares han surgido con la actual bandera de Japón, y han existido manifestaciones contra ambos símbolos. En 1999 el Gobierno japonés aprobó la Ley Concerniente a la Bandera Nacional y al Himno, que designaban al Kimi ga yo como el himno oficial de Japón y el Hinomaru como la bandera oficial.
Las escuelas han tenido conflictos concernientes al himno y a la bandera. Por ejemplo, el Consejo de Educación de Tokio exige que el himno debe ser cantado y que la bandera debe ser izada en eventos en las escuelas gubernamentales metropolitanas de la capital japonesa, y que los profesores de las escuelas deben respetar ambos símbolos (es decir, ponerse de pie para cantar el himno) o se enfrentarían a perder sus trabajos. Algunos protestaron argumentando que dichas reglas violaban la Constitución de Japón, mientras que el Consejo, por su parte, respondió que dichas escuelas eran agencias del Gobierno, y que sus empleados tienen la obligación de enseñar a sus estudiantes a ser «buenos ciudadanos japoneses».

Bandera de Japón, conocida como Hinomaru (日の丸)

Los opositores respondieron que era inapropiado que Japón, como país democrático, tuviera un himno nacional que alabara a un monarca y que forzar la participación en una ceremonia que involucrara cantar un himno estaba en contra del artículo concerniente a la libertad de pensamiento en la Constitución japonesa (Artículo 19). El Gobierno declaró que con la ley de 1999 explicaba que la letra simbolizaba el deseo de Japón de estar en paz con la figura del emperador como símbolo de la unidad.
En 2006, Katsuhisa Fujita, un profesor retirado de Tokio, fue condenado a prisión y obligado a pagar 200 000 yenes (alrededor de 2000 dólares), después de ser acusado de interrumpir una ceremonia de graduación en la Escuela Preparatoria Itabashi al exhortar a los asistentes a que se mantuvieran sentados durante la ejecución del himno. En el momento de la sentencia de Fujita, 345 profesores habían sido sancionados por negarse a participar en eventos relacionados al himno, aunque Fujita ha sido la única persona puesta en prisión por dicho delito.
Como forma de evitar sanciones severas, los profesores que se oponen al canto obligatorio del himno han intentado crear letras paródicas en idioma inglés a través de Japón y en Internet. Las parodias toman las sílabas japonesas y las reemplazan con los equivalentes fonéticos en inglés (por ejemplo, una de las versiones más populares, Kimigayo wa se convierte en Kiss me girl, your old one [‘Bésame niña, tu anciano’]), permitiendo que estas personas lo canten sin que puedan ser identificados en una multitud. Los conservadores japoneses ridiculizan la parodia del himno describiéndola como un «sabotaje». También existe un significado político en esta letra alternativa en inglés, que puede aludir a las llamadas «chicas de confort», mujeres prostituidas durante la Segunda Guerra Mundial por el Ejército Imperial Japonés.
El 21 de septiembre de 2006, la Corte del Distrito de Tokio ordenó al Gobierno Metropolitano de Tokio que pagase una compensación a todos los profesores que habían recibido multas y/o sanciones bajo la directiva del Comité de Educación de Tokio. El entonces primer ministro Jun'ichirō Koizumi comentó: «Es una idea natural tratar el himno nacional de manera importante». Esto fue visto como un hito dentro de la Ley Fundamental de Educación en Japón. La sentencia fue apelada por el Gobierno Metropolitano de Tokio.